# Эдмунд де ла Поль, 3-й герцог Саффолк
Э́дмунд де ла Поль (англ. Edmund de la Pole, 3rd Duke of Suffolk; 1471/1472 — 30 апреля 1513) — английский аристократ, 3-й герцог Саффолк (1492—1493) и 6-й граф Саффолк (1493—1504).

## Биография
Эдмунд де ла Поль был четвертым сыном Джона де ла Поля, 2-го герцога Саффолка, и Елизаветы Йоркской, племянником королей Англии Эдуарда IV и Ричарда III. Его старший брат Джон де ла Поль, граф Линкольн, при Ричарде III считался наследником престола. После гибели Ричарда в битве при Босворте Джон принёс присягу на верность Генриху Тюдору, графу Ричмонду, ставшему королём Англии под именем Генриха VII, но уже в 1487 году стал одним из организаторов восстания Ламберта Симнела и погиб в битве при Стоук-Филде.
После смерти брата Эдмунд стал новым йоркским претендентом на английский престол. В 1492 году, после смерти отца, он унаследовал титул герцога Саффолка. В 1493 году его титул был понижен до титула графа.
Он женился на Маргарет Скруп, дочери сэра Ричарда Скрупа, от брака с которой детей не имел.
В 1501 году Эдмунд де ла Поль бежал из Англии при помощи сэра Джеймса Тиррелла, который впоследствии был казнён за свои действия. Эдмунд обратился за помощью к императору Священной Римской империи Максимилиану I Габсбургу, но тот отказался ему помогать в борьбе за английский трон. Граф уехал во Францию, а оттуда в Нидерланды, где вскоре был пленён Филиппом Красивым, герцогом Бургундии. В 1504 году по приказу Генриха VII титул графа Саффолка был конфискован, а он сам был объявлен вне закона.
В январе 1506 года герцог Филипп Бургундский, сын императора Максимилиана Габсбурга, плывший на корабле из Нидерландов в Испанию, потерпел крушение у берегов Англии. Оказавшись во власти английского короля Генриха VII, Филипп Красивый вынужден был передать Англии графа Саффолка, одного из последних лидеров Йоркской партии. Генрих VII заключил ла Поля в Тауэр, но обязался не лишать его жизни. В тюремном заключении граф находился в течение семи лет.
Французский писатель Мишель де Монтель в своих «Очерках» писал, что Генрих VII в своём завещании поручил сыну и наследнику Генриху VIII сразу же после своей смерти лишить ла Поля жизни. 30 апреля 1513 года по приказу Генриха VIII граф Саффолк был обезглавлен в Тауэре. 
После смерти Эдмунда его младший брат Ричард де ла Поль, находившийся за границей, объявил себя графом Саффолком и стал последним йоркским претендентом на английский королевский престол до своей смерти в битве при Павии 24 февраля 1525 года.